# Audi TT RS
De Audi TT RS is een sportauto van de Duitse autoproducent Audi. Het is de sportiefste versie van de Audi TT en wordt nog boven de Audi TTS geplaatst. De auto is zowel als Coupé als Roadster leverbaar en ontwikkeld door quattro GmbH in Neckarsulm. In tegenstelling tot de andere RS-modellen van Audi wordt de TT RS niet geassembleerd in Neckarsulm maar gewoon in Győr in Hongarije waar de TT geproduceerd wordt.

## Eerste generatie (2009-2014)
De TT RS werd officieel voorgesteld op de Autosalon van Genève op 3 maart 2009.

### Voorafgaande informatie
Op 29 oktober 2008 werden de specificaties van de TT RS al vervroegd naar buiten gebracht. De auto zou een 2,5-liter TFSI vijfcilindermotor krijgen met een vermogen van 340 pk en een maximaal koppel van 450 Nm. Hiermee zou de auto in 4,5 seconden van 0 tot 100 km/u accelereren, wat met de productieversie een tiende seconde langzamer werd. Het verbruik zou vrij gunstig zijn met 10 l/100 km (uiteindelijk 9,2 l/100 km). Ook werd gemeld dat de TT RS standaard een zesversnellingsbak, quattro vierwielaandrijving zou hebben, en ook daadwerkelijk "TT RS" zou heten.
Over de naam van dit model was lange tijd onduidelijkheid. Volgens de traditie moet hij "TT RS" heten maar concerngenoot Porsche heeft geclaimd dat alleen zij de afkorting mogen gebruiken. Porsche heeft de gewoonte om achter haar sportiefste modellen ook de afkorting RS (Renn Sport) te gebruiken (911 GT3 RS, RS Spyder etc.) Hoewel veel andere merken de combinatie RS ook gebruiken mag binnen het Volkswagen concern alleen Porsche er de afkorting gebruiken. Een andere optie zou de naam TT R zijn of gewoon TT RS zonder spatie zoals bij de TTS ook het geval is. Uiteindelijk ging Porsche overstag en krijgt de auto alsnog de naam TT RS toegewezen.

### Aandrijflijn
Over de motor was lange tijd onduidelijkheid, in eerste instantie is er getest met de 3,6-liter VR6 FSI-motor van 300 pk. Echter werd dit motorblok te zwaar bevonden. De auto had te veel gewicht op de vooras, ter vergelijking: een TT met 2.0 TFSI-motor met minder pk reed een ronde de Nürburgring sneller dan de TT met VR6-motor met 300 pk. Daarna heeft Audi een jaar lang getest met de 2,3-liter VR5-motor voorzien van een turbo. Deze motor werd enkele jaren geleden gebruikt bij Volkswagen in de Golf, Bora en Passat. Echter ondervond men problemen met te hoge temperaturen in de cilinderkop van de motor. Het is ook nooit de bedoeling geweest de VR-motoren uit te rusten met een turbo. In de zomer van 2008 werd bekend dat de auto een geheel nieuwe vijfcilinder lijnmotor met turbo zou krijgen. Daarbij komt dat Audi een succesvolle geschiedenis heeft met vijfcilindermotoren.
De basis van de vijfcilinder turbomotor wordt gevormd door de speciaal voor Noord-Amerikaanse markt ontwikkelde vijfcilinder lijnmotor in onder meer de Volkswagen Jetta. Deze atmosferische motor van 2,5-liter met indirecte inspuiting produceert in zijn basisvorm 170 pk, exact de helft van de motor uit de TT RS. Omdat deze motor speciaal gebouwd is voor dwarse plaatsing en de Jetta en TT beide het Golf-platform gebruiken komt dit goed van pas. De vijfcilindermotor is net als de traditionele lijnmotoren van VAG een langeslag-motor met een kleine boring waardoor de motor extreem kort is, iets wat noodzakelijk is om de motor met versnellingsbak overdwars voor in de auto te krijgen. De motor is nog vrij recent met 4 kleppen per cilinder en dubbele bovenliggende nokkenassen die met een ketting worden aangedreven. Om tot 340 pk te komen werd de motor voorzien van directe benzine-inspuiting (FSI), een turbo met intercooler en een aantal hoogwaardigere materialen. Het gewicht van de motor bedraagt slechts 183 kg. Om het plaatje af te maken is de cilinderkop rood gespoten wat vaker bij Audi-motoren gedaan wordt.
Er was eerst, in tegenstelling tot de TTS, uitsluitend een aangepaste handgeschakelde zesversnellingsbak leverbaar. Dit omdat de S tronic dubbelekoppelingversnellingsbak destijds het hoge koppel van de motor niet aan kon. Sinds eind 2010 is er echter een nieuwe sterkere 7-traps S tronic op de markt welke ook op de TT RS leverbaar is. De TT RS is net zoals alle andere RS-modellen standaard voorzien van quattro vierwielaandrijving. Er wordt voor de quattro gebruikgemaakt van de standaard Haldex-koppeling die ook in de overige TT-modellen en TTS wordt toegepast.

### Uiterlijk

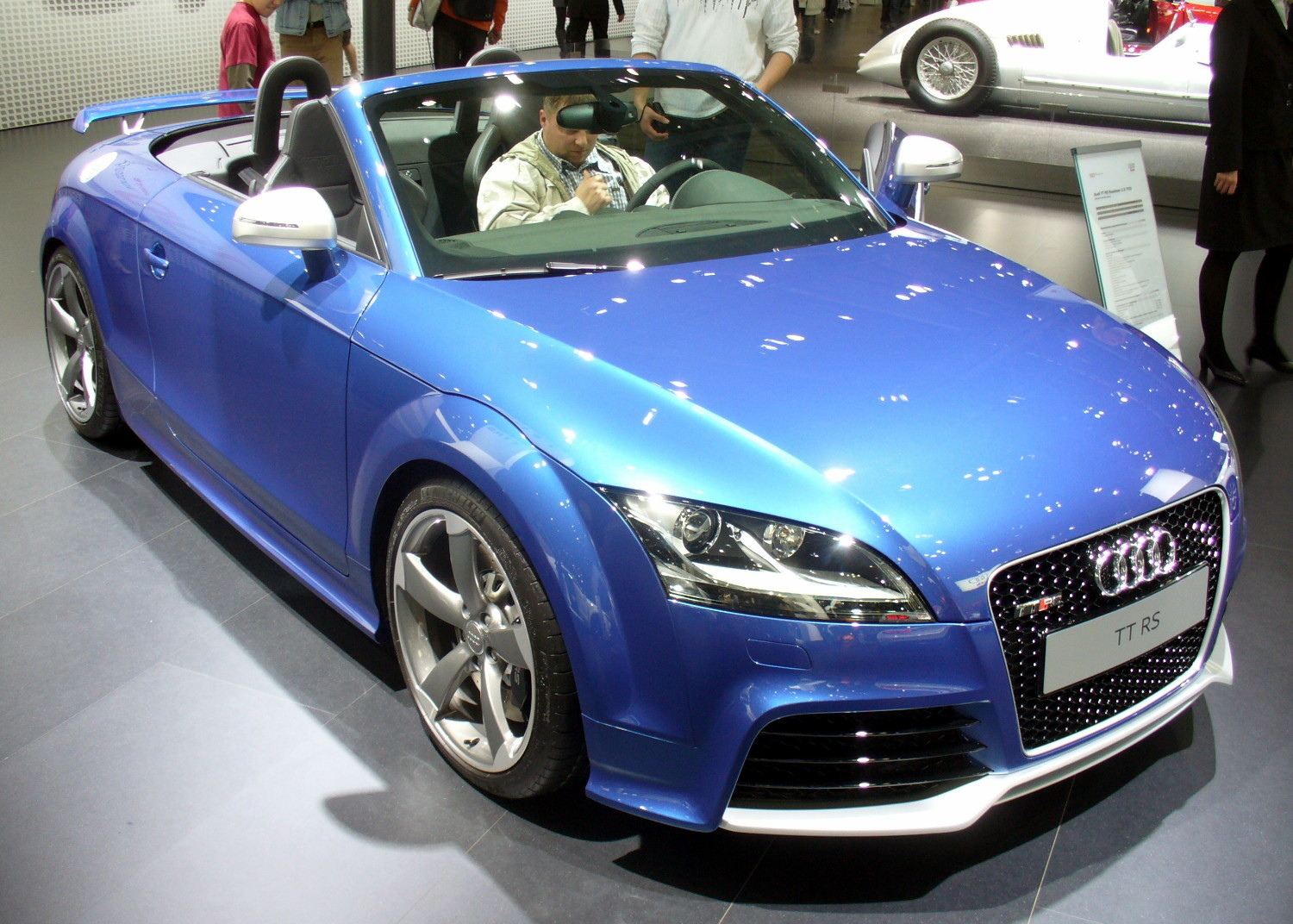
TT RS Roadster

De TT RS heeft dezelfde uiterlijke kenmerken als de andere modellen van quattro GmbH, dit betekent 2 ovale uitlaatpijpen, een zwart gelakte grille met honingraatstructuur, grotere luchtinlaten in de voorbumper en speciale velgen. Daarnaast is de auto nog standaard voorzien van een vaste spoiler die optioneel omgewisseld kan worden voor een exemplaar dat bij bepaalde snelheden automatisch omhoog komt. De TT RS is 10 mm verlaagd ten opzichte van de standaard TT en heeft led-verlichting in de koplampen. Standaard zijn er 18 inch lichtmetalen velgen gemonteerd, voor 370 mm geventileerde en geperforeerde remschijven en achter geventileerde schijven van 310 mm in combinatie met 4-zuigerige remklauwen met RS-opschrift.
In het interieur zijn diverse RS-logo's te vinden. Daarnaast heeft de auto een afgeplat stuurwiel, aluminium pedalen, verwarmde sportstoelen met alcantara bekleding. Andere toepassingen zijn een turbodruk-, olietemperatuur-, en rondetijden-meter.

### Prestaties
Een standaard sprint van 0 tot 100 km/u doet de TT RS Coupé in 4,6 seconden, de TT RS Roadster doet er een tiende seconde langer over, namelijk in 4,7 seconden. Met de optionele 7-traps S tronic versnellingsbak doet de Coupé dezelfde sprint in 4,3 seconden en de Roadster in 4,4 seconden. Beide modellen zijn zoals gewoonlijk standaard begrensd op 250 km/u, optioneel is dit bij te stellen tot 280 km/u.

### TT RS Plus
In 2012 kwam de krachtiger TT RS Plus. De vijfcilinder levert nu 360 pk, wat voor een acceleratie naar 100 km/u in 4,3 seconden zorgt (automaat in 4,1). Er zijn andere 19 inch wielen en de spiegelkappen zijn van koolstofvezel reinforced plastic gemaakt.

### Gegevens
|                      | TT RS Coupé                                              | TT RS Coupé                                              | TT RS Roadster                                           | TT RS Roadster                                           | TT RS Plus Coupé                                      | TT RS Plus Coupé                                      | TT RS Plus Roadster                                   | TT RS Plus Roadster                                   |
| -------------------- | -------------------------------------------------------- | -------------------------------------------------------- | -------------------------------------------------------- | -------------------------------------------------------- | ----------------------------------------------------- | ----------------------------------------------------- | ----------------------------------------------------- | ----------------------------------------------------- |
| Bouwtijd             | 03/2009–03/2014                                          | 2010–03/2014                                             | 03/2009–03/2014                                          | 2010–03/2014                                             | 02/2012–03/2014                                       | 02/2012–03/2014                                       | 02/2012–03/2014                                       | 02/2012–03/2014                                       |
| Motor                | vijfcilinder lijnmotor, 4 kleppen per cilinder, turbo    | vijfcilinder lijnmotor, 4 kleppen per cilinder, turbo    | vijfcilinder lijnmotor, 4 kleppen per cilinder, turbo    | vijfcilinder lijnmotor, 4 kleppen per cilinder, turbo    | vijfcilinder lijnmotor, 4 kleppen per cilinder, turbo | vijfcilinder lijnmotor, 4 kleppen per cilinder, turbo | vijfcilinder lijnmotor, 4 kleppen per cilinder, turbo | vijfcilinder lijnmotor, 4 kleppen per cilinder, turbo |
| Cilinderinhoud       | 2.480 cm³                                                | 2.480 cm³                                                | 2.480 cm³                                                | 2.480 cm³                                                | 2.480 cm³                                             | 2.480 cm³                                             | 2.480 cm³                                             | 2.480 cm³                                             |
| Compressieverhouding | 10,0:1                                                   | 10,0:1                                                   | 10,0:1                                                   | 10,0:1                                                   | 10,0:1                                                | 10,0:1                                                | 10,0:1                                                | 10,0:1                                                |
| Vermogen             | 340 pk (250 kW) bij 5.400 - 6.500 tpm                    | 340 pk (250 kW) bij 5.400 - 6.500 tpm                    | 340 pk (250 kW) bij 5.400 - 6.500 tpm                    | 340 pk (250 kW) bij 5.400 - 6.500 tpm                    | 360 pk (265 kW) bij 5.500 - 6.700 tpm                 | 360 pk (265 kW) bij 5.500 - 6.700 tpm                 | 360 pk (265 kW) bij 5.500 - 6.700 tpm                 | 360 pk (265 kW) bij 5.500 - 6.700 tpm                 |
| Koppel               | 450 Nm bij 1.600 - 5.300 tpm                             | 450 Nm bij 1.600 - 5.300 tpm                             | 450 Nm bij 1.600 - 5.300 tpm                             | 450 Nm bij 1.600 - 5.300 tpm                             | 465 Nm bij 1.650 - 5.400 tpm                          | 465 Nm bij 1.650 - 5.400 tpm                          | 465 Nm bij 1.650 - 5.400 tpm                          | 465 Nm bij 1.650 - 5.400 tpm                          |
| Aandrijving          | vierwielaandrijving                                      | vierwielaandrijving                                      | vierwielaandrijving                                      | vierwielaandrijving                                      | vierwielaandrijving                                   | vierwielaandrijving                                   | vierwielaandrijving                                   | vierwielaandrijving                                   |
| Transmissie          | 6-bak                                                    | 7-traps S-tronic                                         | 6-bak                                                    | 7-traps S-tronic                                         | 6-bak                                                 | 7-traps S-tronic                                      | 6-bak                                                 | 7-traps S-tronic                                      |
| Gewicht              | 1.450 kg                                                 | 1.550 kg                                                 | 1.510 kg                                                 | 1.535 kg                                                 | 1.525 kg                                              | 1.550 kg                                              | 1.585 kg                                              | 1.610 kg                                              |
| 0–100 km/h           | 4,7 s                                                    | 4,3 s                                                    | 4,7 s                                                    | 4,4 s                                                    | 4,3 s                                                 | 4,1 s                                                 | 4,4 s                                                 | 4,2 s                                                 |
| Topsnelheid          | 250 km/u (begrensd), 280 km/u (begrensd) tegen meerprijs | 250 km/u (begrensd), 280 km/u (begrensd) tegen meerprijs | 250 km/u (begrensd), 280 km/u (begrensd) tegen meerprijs | 250 km/u (begrensd), 280 km/u (begrensd) tegen meerprijs | 280 km/u (begrensd)                                   | 280 km/u (begrensd)                                   | 280 km/u (begrensd)                                   | 280 km/u (begrensd)                                   |
| Verbruik             | 9,2 l/100 km                                             | 8,5 l/100 km                                             | 9,5 l/100 km                                             | 8,6 l/100 km                                             | 9,0 l/100 km                                          | 8,5 l/100 km                                          | 9,1 l/100 km                                          | 8,6 l/100 km                                          |
| CO2-uitstoot         | 214 g/km                                                 | 197 g/km                                                 | 221 g/km                                                 | 199 g/km                                                 | 209 g/km                                              | 197 g/km                                              | 212 g/km                                              | 199 g/km                                              |

## Tweede generatie (2017+)
De tweede generatie TT RS werd in april 2016 in Peking gepresenteerd en kwam in de zomer van 2017 op de markt.

### Aandrijflijn
De vijfcilinder keert ook in de nieuwe TT RS weer terug. Het blok werd compleet herzien, al bleven de boring en slag gelijk. Er is meer aluminium in het blok gebruikt, wat het 26 kg lichter maakt dan voorheen. Aangezien de motor nog voor de vooras zit in de TT is dit gunstig voor de gewichtsverdeling. Ook steeg het vermogen aanzienlijk, naar 400 pk bij 5850 tpm. Het koppel bedraagt nu 480 Nm vanaf slechts 1700 tpm. De TT RS is voortaan niet meer met handbak leverbaar, er is nu altijd een 7-traps S tronic automaat met dubbele koppeling. Het voordeel hiervan is natuurlijk dat het sneller is, en bovendien zuiniger. Het verbruik is met een liter per 100 km gezakt, en de acceleratie naar 100 km/u bedraagt met launch control slechts 3,7 seconden. Dit maakt het een van de snelst accelererende Audi's ooit, alleen de Audi R8 kan sneller naar 100 km/u. De zwaardere Roadster doet er 3,9 seconden over. Optioneel heeft de TT RS aan de voorzijde keramische remmen.

### Uiterlijk
Met de TT RS introduceert Audi een andere RS-look, die ook op toekomstige Audi modellen toegepast gaat worden. Met name de grille met quattro letters valt op, evenals de grotere agressievere luchtinlaten. Deze zijn verbonden via een lage splitter, welke optioneel is het zwart of aluminium kan worden uitgevoerd.   De wielkasten zijn verbreed en de spiegelkappen zijn in aluminiumlook, al kunnen ze ook zwart, carbon of in carrosseriekleur zijn. Aan de achterkant is een diffuser met twee ovale uitlaatpijpen te zien. De TT RS beschikt over unieke 19 of 20 inch wielen.
In het interieur zijn er S-sportstoelen in alcantara of leder met contrasterende stiksels. Er is een gedeeltelijk alcantara afgeplat sportstuurwiel, welke knoppen om de auto te starten en drive select te bedienen. Op verschillende plekken zijn carbon fiber en rode stiksels te vinden. Voor de rest heeft de Audi Virtual Cockpit, die met deze generatie Audi TT werd geïntroduceerd, een speciale RS-stand met grotere toerenteller.

### Gegevens
|                      | TT RS Coupé                                              | TT RS Roadster                                           | TT RS Coupé                                              | TT RS Roadster                                           |
| -------------------- | -------------------------------------------------------- | -------------------------------------------------------- | -------------------------------------------------------- | -------------------------------------------------------- |
| Bouwtijd             | 11/2016 – 06/2018                                        | 11/2016 – 06/2018                                        | 02/2019 – heden                                          | 02/2019 – heden                                          |
| Motor                | vijfcilinder lijnmotor, 4 kleppen per cilinder, turbo    | vijfcilinder lijnmotor, 4 kleppen per cilinder, turbo    | vijfcilinder lijnmotor, 4 kleppen per cilinder, turbo    | vijfcilinder lijnmotor, 4 kleppen per cilinder, turbo    |
| Cilinderinhoud       | 2.480 cm³                                                | 2.480 cm³                                                | 2.480 cm³                                                | 2.480 cm³                                                |
| Compressieverhouding | 10,0:1                                                   | 10,0:1                                                   | 10,0:1                                                   | 10,0:1                                                   |
| Vermogen             | 400 pk (294 kW) bij 5.850 - 7.000 tpm                    | 400 pk (294 kW) bij 5.850 - 7.000 tpm                    | 400 pk (294 kW) bij 5.400 - 6.500 tpm                    | 400 pk (294 kW) bij 5.400 - 6.500 tpm                    |
| Koppel               | 480 Nm bij 1.950 - 5.850 tpm                             | 480 Nm bij 1.950 - 5.850 tpm                             | 480 Nm bij 1.700 - 5.850 tpm                             | 480 Nm bij 1.700 - 5.850 tpm                             |
| Aandrijving          | vierwielaandrijving                                      | vierwielaandrijving                                      | vierwielaandrijving                                      | vierwielaandrijving                                      |
| Transmissie          | 7-traps S-tronic                                         | 7-traps S-tronic                                         | 7-traps S-tronic                                         | 7-traps S-tronic                                         |
| Gewicht              | 1.515 kg                                                 | 1.605 kg                                                 | - kg                                                     | - kg                                                     |
| 0–100 km/h           | 3,7 s                                                    | 3,9 s                                                    | 3,7 s                                                    | 3,9 s                                                    |
| Topsnelheid          | 250 km/u (begrensd), 280 km/u (begrensd) tegen meerprijs | 250 km/u (begrensd), 280 km/u (begrensd) tegen meerprijs | 250 km/u (begrensd), 280 km/u (begrensd) tegen meerprijs | 250 km/u (begrensd), 280 km/u (begrensd) tegen meerprijs |
| Verbruik             | 8,2 l/100 km                                             | 8,5 l/100 km                                             | - l/100 km                                               | - l/100 km                                               |
| CO2-uitstoot         | 187 g/km                                                 | 194 g/km                                                 | - g/km                                                   | - g/km                                                   |